# Briggharuna
Briggharuna är öar i Finland. De ligger i Finska viken och i kommunen Raseborg i landskapet Nyland, i den södra delen av landet. Öarna ligger omkring 73 kilometer väster om Helsingfors.
Arean för den av öarna koordinaterna pekar på är 1 hektar och dess största längd är 160 meter i öst-västlig riktning.